# Eukelade (måne)
Eukelade er en af planeten Jupiters måner: Den blev opdaget 5. februar 2003 af en gruppe astronomer fra Hawaiis Universitet under ledelse af Scott S. Sheppard, og kendes også under betegnelsen Jupiter XLVII. Lige efter opdagelsen fik den den midlertidige betegnelse S/2003 J 1, men siden har den Internationale Astronomiske Union besluttet at opkalde den efter Eukelade, som ifølge visse kilder til den græske mytologi er en muse, og dermed en datter af Zeus.
Eukelade udgør sammen med 16 andre Jupiter-måner den såkaldte Carme-gruppe, som har næsten ens omløbsbaner omkring Jupiter. Gruppen har navn efter Carme, som er et af dens medlemmer.
| Naturvidenskab | Spire Denne naturvidenskabsartikel er en spire som bør udbygges. Du er velkommen til at hjælpe Wikipedia ved at udvide den. |